# Mactrotoma angusta
Mactrotoma angusta is een tweekleppigensoort uit de familie van de Mactridae. De wetenschappelijke naam van de soort is voor het eerst geldig gepubliceerd in 1854 door Reeve.